# (5332) Davidaguilar
(5332) Davidaguilar – planetoida z grupy Amora należąca do obiektów NEO. 5332 Davidaguilar okrąża Słońce w ciągu 3 lat i 66 dni w średniej odległości 2,16 j.a. Została odkryta 16 lutego 1990 roku w Dynic przez Atsushiego Sugie. Nazwa planetoidy pochodzi od Davida Aguilara (ur. 1945), dyrektora public relations w Harvard-Smithsonian Center for Astrophysics. Przed nadaniem nazwy planetoida nosiła oznaczenie tymczasowe (5332) 1990 DA.